# Droit à l'intégrité physique en France
Le droit à l'intégrité physique est, en droit français, un droit en vertu duquel chacun a droit au respect de son corps. 
Le droit à la liberté commence par le respect de l'intégrité physique, de la dignité et de l'autonomie de la personne humaine. Il a valeur constitutionnelle, d'ordre public. 

## Sources juridiques
Le droit à l'intégrité physique s'exprime de façon différente, selon que la personne est vivante ou décédée. Il a fait l'objet de la loi no 94-653 du 29 juillet 1994, qui a créé les articles 16 et suivants du Code civil (chapitre II : Du respect du corps humain). On notera, en particulier, l'article 16-3 qui dispose :

« Il ne peut être porté atteinte à l'intégrité du corps humain qu'en cas de nécessité médicale pour la personne ou à titre exceptionnel dans l'intérêt thérapeutique d'autrui.
Le consentement de l'intéressé doit être recueilli préalablement hors le cas où son état rend nécessaire une intervention thérapeutique à laquelle il n'est pas à même de consentir »

## Droit au respect de son intégrité physique de son vivant
C'est un principe dont la rigueur est atténuée par des lois thérapeutiques et bioéthiques qui font exception à la règle selon laquelle le corps humain ne peut faire l'objet d'une convention à titre gratuit ou onéreux, par exemple l'expérimentation sur l'homme. C'est le cas également pour les exceptions à la loi qui dispose que le corps humain est inviolable, notion à rapprocher du concept d'intégrité du corps humain.
La jurisprudence des hautes cours européennes tolère les atteintes limitées au principe de l'intégrité physique commises dans un but de prévention prophylactique (vaccins) à condition qu'elles soient :
- effectuées pour la protection de la vie,
- proportionnées à leur but (CEDH, 9.10.77 ; C. É., 26.11.1),
- soumises à enquête officielle.

### Cas des personnes intersexes
Dans le cas des personnes intersexes (nées avec des caractéristiques sexuelles qui ne correspondent pas  aux normes du féminins ou du masculin), l'assignation sexuelle faite à la naissance peut s'avérer ultérieurement en désaccord avec l'identité de genre de l'enfant. 
Selon un point de vue non-pathologisant défendu par les associations de personnes intersexes, et comme cela a été rappelé en France par le Défenseur des droits, renforcer cette assignation par une intervention médicale imposée, non indispensable, dont le but est de « normaliser » le corps (ablation des gonades, réduction clitoridienne, fabrication de néovagin, etc.), viole l'intégrité physique de l'individu,,,. Ces interventions peuvent être qualifiées de violences mutilantes par personne ayant autorité (article 222-9 du Code pénal) s’agissant des gonadectomies et clitoridectomies, ou de viols (article 222-23 du Code pénal) pour ce qui est des dilatations vaginales encore pratiquées dans les établissements de santé français. 
Les comités d’éthique suisse et allemand se sont prononcés contre des mesures irréversibles d’assignation sexuelle.

## Droit au respect de l'intégrité physique du cadavre
La personne décédée n'est plus une personne au sens juridique du terme, mais son corps bénéficie d'une protection juridique au nom de la dignité humaine (article 16-1-1 du Code civil). C'est la raison pour laquelle toutes les expérimentations pratiquées après la mort sur des cadavres humains sont interdites et sanctionnées si la personne n'y a pas consenti de son vivant.